# Écurie Maarsbergen
Écurie Maarsbergen — нидерландская автогоночная команда, принявшая участие в восьми сезонах «Формулы-1» (1957—1964). Команда использовала частные шасси производства Porsche (в 1960 году команда использовала шасии Cooper).

## История

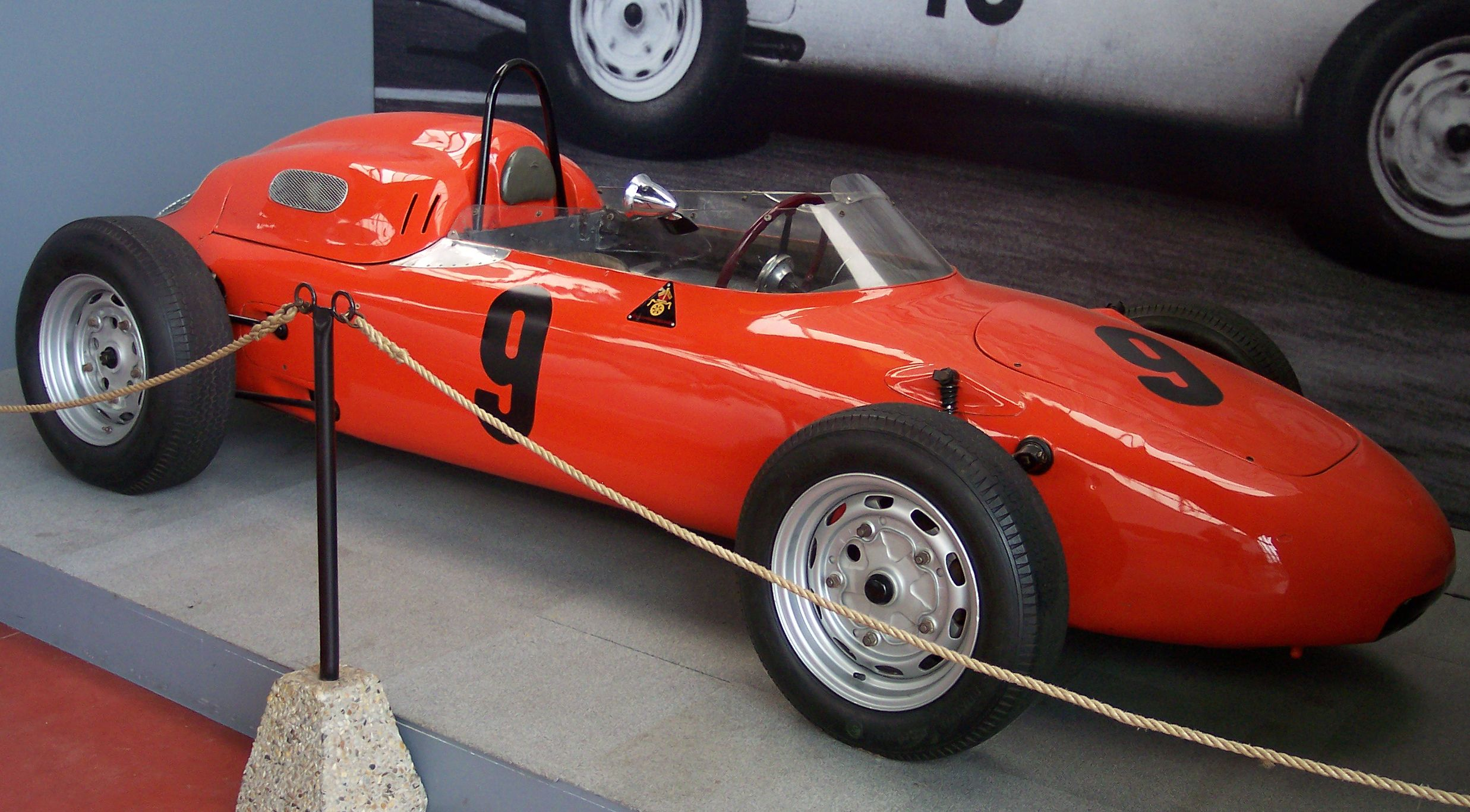
Porsche 718 в цветах Écurie Maarsbergen

В 1957 году нидерландский гонщик Карел-Годен де Бофор основал команду Écurie Maarsbergen. Было решено использовать клиентские шасси Porsche, которые также решили окрашивать в национальный для Нидерландов оранжевый цвет. Команда дебютировала на Гран-при Германии 1957 года. Результатом этой гонки стало 14 место, занятое де Бофором. После гонки голландец решил вернуться в автоспорт уже в следующем сезоне.
В 1962 году команда заработала первые очки. На Гран-при Нидерландов 1962 года де Бофор финишировал шестым и таким образом заработал первое очко для команды. В США он снова финишировал шестым. По итогам сезона команда заняла 17 место с двумя очками. Однако смерть основателя означала конец для команды из Маарсбергена.